# 约翰·H·劳顿
约翰·H·劳顿（1943年9月24日—）是一位英国生态学家，曾任英国皇家鸟类保护协会（RSPB）副主席，1989年当选皇家学会会士，2004年获日本国际奖。